# Hwasong-8
El Hwasong-8 (coreano: 《화성-8》형; hancha: 火星-8型; literalmente Artillería de Marte 8) es un misil norcoreano que supuestamente monta un vehículo de planeo hipersónico, y que fue probado por primera vez el 14 de septiembre de 2021. El primer lanzamiento se produjo en septiembre, un mes con un total de cuatro lanzamientos de misiles. Al tratarse supuestamente de un misil hipersónico, la mayor velocidad le permitiría alcanzar su objetivo en menos tiempo y la maniobrabilidad adicional le daría más posibilidades de derrotar a las defensas antimisiles. Los datos de seguimiento japoneses de un lanzamiento de prueba sugieren que se trata de un misil balístico hipersónico, tal y como lo describió Corea del Norte.